# Matyas Veress
Matyas Veress (n.  ?) este un montor belgian cunoscut pentru filmul Mr. Nobody al regizorului Jaco Van Dormael, pentru care a fost recompensat cu premiul Magritte la categoria "cel mai bun montaj", din cadrul primei ceremonii a premiilor Magritte din 2011.
Monteaza filme de ficțiune sau documentare în Belgia, Franța, Luxemburg și Statele Unite din 1994

## Filmografie selectivă
- 1994 : La vie sexuelle des Belges 1950-1978 de Jan Bucquoy
- 1996 : Camping Cosmos de Jan Bucquoy
- 1998 : Chacun pour soi de Bruno Bontzolakis
- 2000 : Pourquoi se marier le jour de la fin du monde<span typeof="mw:DisplaySpace" id="mwIA">&nbsp;</span>? de Harry Cleven
- 2001 : Eré mèla mèla de Daniel Viroth
- 2001 : Pâques aux tisons de Martine Doyen
- 2002 : Plus que deux de Yves Cantraine
- 2003 : L'Amour au soleil de Bruno Bontzolakis
- 2003 : Je t'aime, je t'adore de Bruno Bontzolakis
- 2004 : L'Air du temps de Frédérique Dolphyn
- 2004 : Schmol de Sophie Langevin și Jako Raybaut
- 2005 : Trouble de Harry Cleven
- 2005 : Vendredi ou un autre jour de Yvan Le Moine
- 2006 : Où est l'amour dans la palmeraie<span typeof="mw:DisplaySpace" id="mwUA">&nbsp;</span>? de Jérôme Le Maire
- 2006 : Komma de Martine Doyen
- 2006 : Goal Dreams de Jeffrey Saunders et Maya Sanbar
- 2007 : Plein d'essence de Geneviève Mersch
- 2008 : Le Devoir de Ariane Lippens
- 2009 : Mr. Nobody de Jaco Van Dormael
- 2010 : L'amour c'est la honte de Bruno Bontzolakis
- 2011 : Who Killed Chea Vichea? de Bradley Cox
- 2011 : Le Grand'Tour de Jérôme Le Maire
- 2011 : Fils unique de Miel Van Hoogenbemt
- 2011 : Quixote's Island de Didier Volckaert
- 2011 : Walking Ghost Phase de Bruno Tracq
- 2012 : Le Thé ou l'Électricité de Jérôme Le Maire
- 2012 : La Part sauvage de Guérin Van de Vorst
- 2013 : Win Win de Claudio Tonetti
- 2013 : Le roi du mont Ventoux de Fons Feyaerts
- 2013 : Peut-être le noir de Juliette Joffe
- 2014 : Oui mais non, le compromis à la belge de Marie Mandy
- 2015 : Baby (a)lone de Donato Rotunno
- 2015 : Bee Lucky de Philiippe de Pierpont
- 2017 : Icare de Nicolas Boucart